# 杜龐特 (科羅拉多州)
杜龐特（英語：Dupont）是位於美國科羅拉多州亞當斯縣的一個非建制地區。該地的面積和人口皆未知。

## 地理
杜龐特的座標為39°50′17″N 104°54′45″W / 39.83806°N 104.91250°W，而該地的平均海拔高度為1568米（即5144英尺）。